# 金門志
《金門志》，金門一地的地方志，清林焜熿纂，其子林豪續修。林焜熿曾在福建興泉永道周凱底下編纂《廈門志》（1830年－1832年時），遂參照《廈門志》體例撰寫《金門志》若干卷，耗時兩年完成，但未刻印。同治年間，林豪續修此書，志稿經傅炳煌刪訂後，於光緒八年（1882年）才刻印成書。

## 內容
該書共十六卷，另首列「金門圖」；各卷次內容如下：
- 卷一〈皇言錄〉
- 卷二〈分域略〉
- 卷三〈賦稅考〉
- 卷四〈規制志〉
- 卷五〈兵防志〉
- 卷六〈職官表〉
- 卷七〈名宦列傳〉
- 卷八〈選舉表〉
- 卷九至十二〈人物列傳〉
- 卷十三〈列女傳〉
- 卷十四〈藝文志〉
- 卷十五〈風俗記〉
- 卷十六〈舊事志〉